# Brattiken
Brattiken är ett naturreservat i Storumans kommun i Västerbottens län.
Området är naturskyddat sedan 1998 och är 2 497 hektar stort. Reservatet ligger på nordostsluttningen av norra Gardfjället med lågfjället Brattiken inom området. Reservatet består av granskog på sluttningen och myrmark nedanför.